# Margaret Skinnider
Margaret Frances Skinnider (Coatbridge, 28 de mayo de 1892 - Dublín, 10 de octubre de 1971) fue una revolucionaria y feminista escocesa. Luchó durante el Alzamiento de Pascua de 1916 en Dublín como francotiradora, entre otras funciones, y fue la única mujer herida en el alzamiento. Como exploradora, fue elogiada por su valentía. Sadhbh Walshe, en The New York Times, se refiere a ella como «la maestra convertida en francotiradora».

## Primeros años de vida
Margaret Frances Skinnider nació en 1892 de padres irlandeses en la ciudad de Coatbridge, Lanarkshire. Se formó como profesora de matemáticas y se unió al grupo paramilitar de mujeres Cumann na mBan en Glasgow. También participó en el movimiento por el sufragio femenino, incluida una protesta en la prisión de Perth. Irónicamente, había aprendido a disparar en un club de tiro que originalmente se había creado para que las mujeres pudieran ayudar en la defensa del Imperio Británico.
Durante sus viajes a Irlanda, Skinnider cayó bajo la influencia de Constance Markievicz y se volvió activa en el contrabando de detonadores y equipos para fabricar bombas a Dublín (en su sombrero) en preparación para el Alzamiento de Pascua de 1916. Junto con Madeleine ffrench-Mullen, pasó un tiempo en las colinas alrededor de Dublín probando dinamita.
Cuando Markievicz le mostró a Skinnider «la zona más pobre de Dublín», ella escribió: «No creo que haya un lugar peor en el mundo». La calle era «un hoyo lleno de aguas residuaes y basura», y el edificio «tan lleno de agujeros como si hubiera estado bajo fuego de artillería».

## Alzamiento de Pascua

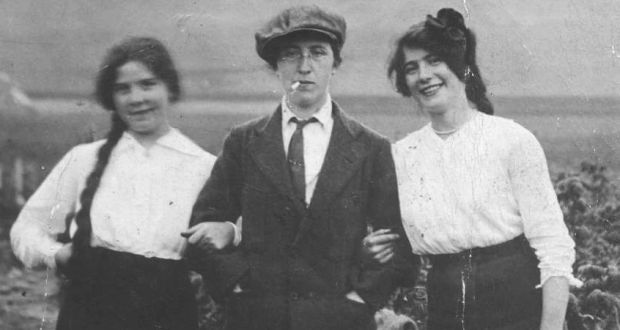
Margaret Skinnider, con ropa de hombre, en el centro acompañada de dos mujeres

Aunque era miembro de Cumann na mBan, Skinnider estuvo asignada al Ejército Ciudadano Irlandés durante el Alzamiento. Skinnider actuó como exploradora, mensajera (a menudo vestida como un chico) y francotiradora, y tomó parte en acciones contra el ejército británico en la guarnición del Colegio de Cirujanos y St. Stephen's Green bajo el mando del general Michael Mallin y Markievicz. Tuvo a cuatro hombres bajo su mando. Se decía que Skinnider era una excelente tiradora.
Resultó gravemente herida cuando recibió tres disparos mientras intentaba quemar casas en Harcourt Street para intentar cortar la retirada de los soldados británicos que habían colocado un puesto de ametralladoras en el tejado de la Newman University Church. Sus heridas fueron atendidas por Nora O'Daly y Madeleine ffrench Mullen, quienes le brindaron primeros auxilios en la guarnición del Colegio de Cirujanos. 
Nora Connolly O'Brien describe el papel principal de Skinnider en esta acción:

When they were going out to attack the nest of snipers she was in charge of the squad. William Partridge, a very famous man in the working class movement, was there and he and other members of the squad accepted that she was in charge.
Cuando iban a atacar el nido de francotiradores, ella estaba al mando del escuadrón. William Partridge, un hombre muy famoso en el movimiento obrero, estaba allí, y él y otros miembros del escuadrón aceptaron que ella estaba al mando.

Skinnider tal como apareció en Doing my bit for Ireland

En su autobiografía, Doing my bit for Ireland, la propia Skinnider describe vívidamente su papel como francotiradora en St. Stephen's Green durante el Alzamiento de Pascua:

It was dark there, full of smoke and the din of firing, but it was good to be in action. I could look across the tops of the trees and see the British soldiers on the roof of the Shelbourne. I could also hear their shot hailing against the roof and wall of our fortress, for in truth this building was just that. More than once I saw the man I aimed at fall.
Estaba oscuro allí, lleno de humo y el estruendo de los disparos, pero era un placer estar en acción. Podía mirar por encima de las copas de los árboles y ver a los soldados británicos en el tejado del Shelbourne. También podía oír sus disparos impactando contra el tejado y la pared de nuestra fortaleza, porque en realidad este edificio era precisamente eso. Más de una vez vi caer al hombre al que apuntaba.

En cuanto a su papel como mujer que participa en una acción militar, Skinnider comenta:

Commandant Mallin [...] finally agreed, though not at all willingly, for he did not want to let a woman run this sort of risk. My answer to this argument was that we had the same right to risk our lives as the men; that in the constitution of the Irish Republic, women were on an equality with men. For the first time in history, indeed, a constitution had been written that incorporated the principle of equal suffrage.
El comandante Mallin [...] finalmente accedió, aunque no de buena gana, pues no quería que una mujer corriera ese riesgo. Mi respuesta a este argumento fue que teníamos el mismo derecho a arriesgar nuestras vidas que los hombres; que, en la Constitución de la República de Irlanda, las mujeres estaban en igualdad de condiciones con los hombres. De hecho, por primera vez en la historia, se había redactado una constitución que incorporaba el principio del sufragio igualitario.

El presidente del Sinn Féin, Gerry Adams, citó las palabras de Skinnider en su discurso de 2006 ante el Sinn Féin Ard Feis. 
Skinnider resultó gravemente herida durante el Alzamiento de Pascua: recibió tres disparos y una de las balas le alcanzó a pocos centímetros de la columna. Agonizante en la calle, fue llevada por sus compañeros rebeldes al Colegio de Cirujanos, donde la mantuvieron hasta que llegó la orden de rendición, después de lo cual fue trasladada al Hospital St Vincent, al otro lado del Green. Durante las dos semanas siguientes, Skinnider sufrió terriblemente; las balas con las que le habían disparado eran balas dumdum, que se expanden después de entrar en el cuerpo. Sus heridas fueron tratadas con sublimado corrosivo, pero se usó demasiado y como resultado le quitaron toda la piel de la espalda y el costado. Además de todo esto, tuvo que luchar contra una fiebre y una neumonía.
Mientras todo esto ocurría, sus padres fueron informados erróneamente de que Skinnider había sido asesinada o estaba paralizada. William Partridge, el hombre que le había salvado la vida, pensó erróneamente que ella había muerto a causa de sus heridas, y había estado rezando por ella todas las noches en prisión. El asunto no se aclaró hasta que Nora e Ina Connolly fueron a visitarla al hospital.
Después de varias semanas hospitalizada, logró escapar de sus guardias antes de obtener un permiso de viaje del Castillo de Dublín que le permitió regresar a Escocia. Durante este tiempo, visitó a algunos de los prisioneros rebeldes detenidos en la cárcel de Reading, en Inglaterra.

## Guerra de Independencia y Guerra Civil
Skinnider regresó a Dublín más tarde ese año antes de huir a los Estados Unidos por temor a ser encarcelada. Mientras estuvo en Estados Unidos, recaudó fondos para la causa republicana y dio conferencias con otras mujeres que habían luchado en el Alzamiento de Pascua. Skinnider también escribió y publicó su autobiografía en Nueva York: Doing my Bit for Ireland. Posteriormente Skinnider regresó a Irlanda y ocupó un puesto docente en Dublín en 1917. Durante la guerra de Independencia irlandesa, fue arrestada y encarcelada. En la guerra civil irlandesa, participó en la Batalla de Dublín, donde sirvió como correo para los comandantes contrarios al Tratado anglo-irlandés. Tras la muerte de Harry Boland, se convirtió en la pagadora general del Ejército Republicano Irlandés hasta que fue arrestada el día de San Esteban de 1922 y retenida en North Dublin Union acusada de procesar un revólver y municiones. Allí se convirtió en directora de formación para los presos. Permaneció encarcelada hasta noviembre de 1923, seis meses después del final de la guerra civil. Regresó a Dublín y comenzó a trabajar en el Sindicato de Trabajadores de Irlanda de Jim Larkin.
En 1925, Skinnider solicitó una pensión por herida en razón de su participación en el Alzamiento de Pascua. Sin embargo, la rechazaron por ser mujer (aunque también se utilizó en su contra el hecho de haber luchado en el bando contrario al tratado durante la Guerra Civil). No recibiría su pensión hasta 1938, después de que Éamon de Valera y el Fianna Fáil llegaran al poder y obligaran al estado a ser más amigable con las solicitudes de pensión de aquellos que habían luchado en el lado anti-tratado.

## Vida posterior

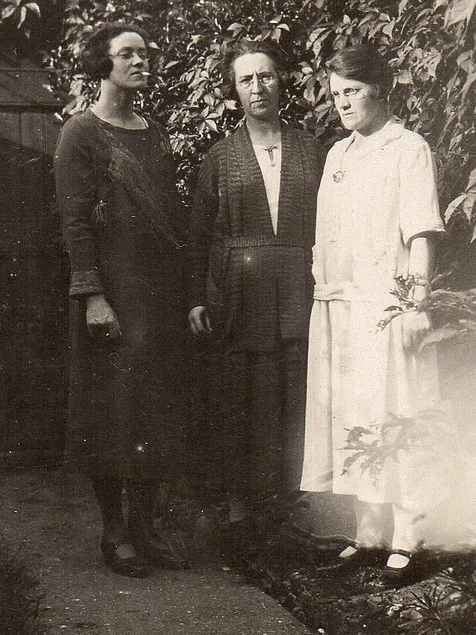
Brigid O'Keeffe, Margaret Skinnider y Nora O'Keeffe en agosto de 1925

Después de salir de prisión, trabajó como maestra en la escuela primaria Kings Inn Street Sisters of Charity en Dublín hasta su jubilación en 1961. Fue miembro de la Organización Nacional de Profesores de Irlanda (INTO) durante toda su carrera docente y se convirtió en su presidenta en 1956. También luchó activamente por los derechos de las mujeres, siendo la prohibición del matrimonio un objetivo particular de su campaña. En 1946, se unió al partido republicano radical Clann na Poblachta y sirvió en su Ard Comhairle (Comité Ejecutivo Nacional), además de presentarse como candidata del partido en las elecciones locales irlandesas de 1950. En 1954 y 1957, fue nominada como candidata para el Panel Laborista del Seanad Éireann, y su afiliación a la INTO se consideró una fuente de credibilidad para el cargo.
En 1960, fue nombrada presidenta del Comité Asesor de Mujeres del Congreso Irlandés de Sindicatos (ICTU) y desde 1961 hasta 1963 formó parte de su consejo ejecutivo.

## Vida personal
Mary McAuliffe, una historiadora que escribió una biografía de Skinnider después de investigar su vida, afirmó que Skinnider era lesbiana. Su compañera fue Nora O'Keeffe, a quien conoció en 1917 mientras estaba en Nueva York, ya que ambas habían sido enviadas por Éamon de Valera a recaudar fondos para la causa nacionalista. En 1919 ambas vivían como pareja y permanecieron juntas en Dublín hasta la muerte de O'Keeffe en 1962. Skinnider estaba entre varias mujeres lesbianas que participaron en el alzamiento de 1916, ya que habría luchado junto a Kathleen Lynn, Madeleine Ffrench-Mullen, Julia Grenan y Elizabeth O'Farrell. Estas mujeres aparecieron, junto con Eva Gore-Booth y otras, en un documental de TG4 de 2023 sobre "las mujeres queer radicales en el corazón mismo de la Revolución Irlandesa": Croíthe Radacacha (Corazones Radicales).
Pasó sus últimos años en Glenageary, condado de Dublín. Murió el 10 de octubre de 1971 y fue enterrada junto a Markievicz en el cementerio de Glasnevin, Dublín. Skinnider fue apenas la tercera mujer enterrada en la zona del "complot republicano" de Glasnevin; Markievicz fue la primera y la esposa de James Connolly, Lillie, la segunda.